# Isobaro
In fisica nucleare vengono definiti isobari i nuclidi che presentano, a differenza degli isotopi, lo stesso numero di nucleoni nel loro nucleo, e che hanno quindi lo stesso numero di massa (A), ma un diverso numero atomico (Z); in altre parole, due nuclei atomici appartenenti a elementi chimici distinti, ma costituiti dallo stesso numero complessivo di nucleoni, e aventi quindi approssimativamente la stessa massa atomica. Essi avranno quindi massa molto simile (il che giustifica il nome isobaro) pur avendo un comportamento chimico sicuramente diverso (numero atomico differente). Ad esempio, il trizio (3H) e l'elio-3 sono nuclidi tra loro isobari; così, anche il 14C e il 14N, come pure il 54Cr e il 54Fe.
Esistono alcuni numeri di massa per i quali nessun isobaro risulta stabile, i primi due esempi sono per A = 5 (decadimento a elio-4 più un protone o un neutrone) e A = 8 (decadimento in 2 particelle alfa).

## Etimologia
L'etimologia del termine isobaro deriva dalle parole del greco antico: ἴσος (ísos), uguale e βαρύς (barýs), pesante, cioè "ugualmente pesante"; il termine fu suggerito originariamente dal chimico inglese A. W. Stewart nel 1918.

## Processi coinvolgenti isobari
Gli isobari sono coinvolti nei processi radioattivi in ogni tipo di decadimento beta di un nucleo atomico: decadimento β–, β+ e cattura elettronica (ε) per i decadimenti beta singoli; in queste trasformazioni un neutrone diviene un protone, o vice versa, e le altre particelle emesse o assorbite dal nucleo sono elettroni e neutrini che, in quanto leptoni, non entrano nel computo del numero di massa, il quale pertanto resta inalterato dopo la trasformazione. Per i doppi decadimenti beta, compresi i modi misti (β–β–, β+β+, εε, εβ+), due neutroni divengono due protoni, o vice versa, conservando anche qui il numero di massa.